# Diemeniini
Tribu
Synonymes
Platycorini Bergroth, 1905
Les Diemeniini sont une tribu d'insectes hémiptères du sous-ordre des hétéroptères (punaises), de la famille des Pentatomidae et de la sous-famille des Pentatominae.

## Liste des genres
- Alphenor Stål, 1867
- Aplerotus Dallas, 1851
- Boocoris Gross, 1976
- Caridophthalmus Assman, 1877
- Commius Stål, 1876
- Diemenia Spinola, 1850
- Eurynannus Bergroth, 1905
- Gilippus Stål, 1867
- Grossimenia Ahmad & Kamaluddin, 1989
- Kalkadoona Distant, 1910
- Myappena Distant, 1910
- Niarius Stål, 1867
- Oncocoris Mayr, 1866
- Pseudoncocoris Gross, 1976